# Hai paura del buio? (album)
| Recensione | Giudizio       |
| ---------- | -------------- |
| Ondarock   | Pietra miliare |

Hai paura del buio? è il quinto album in studio del gruppo musicale italiano Afterhours, pubblicato il 20 ottobre 1997 dalla Mescal.

## Il disco
Si tratta del secondo album cantato in lingua italiana dopo il precedente Germi (1995).
L'album nasce da un periodo difficile, poiché la fine dell'etichetta Vox Pop aveva segnato il percorso musicale degli Afterhours, che rimasero senza casa discografica. Fu la Mescal ad accettare il lavoro.
Dopo questo album, il bassista Alessandro Zerilli abbandonerà il gruppo.

## Stile e critica
È considerato anche dalla critica non italiana il migliore tra gli album del gruppo, che proprio grazie ad esso verrà consacrato definitivamente come una delle band più significative della scena indie rock italiana.
È l'opera più completa del gruppo, nel quale si fondono punk (Sui giovani d'oggi ci scatarro su), hardcore punk (Dea e Lasciami leccare l'adrenalina), pop-rock (Voglio una pelle splendida), noise rock (Musicista contabile, Punto G) e post grunge (Male di miele e Elymania). Nasce in un periodo di vitalità produttiva del gruppo (ben 19 le tracce) e si caratterizza per la capacità di misurarsi con generi e sonorità differenti.
I testi si contraddistinguono per l'ironia, per l'irriverenza nei confronti degli ideali borghesi e dei falsi miti; una sorta di manifesto è Sui giovani d'oggi ci scatarro su, nella quale Manuel Agnelli, in un ritmo incalzante, urla: "Come pararsi il culo e la coscienza è un vero sballo / Sabato in barca a vela, Lunedì al Leoncavallo / l'alternativo è tuo papà". Si fa uso anche della tecnica del cut-up, come già nel precedente Germi.
Tra le tracce del disco alcune tra le più importanti della discografia della band milanese: la forsennata Dea, la violenta Lasciami leccare l'adrenalina, il riff travolgente di Male di miele, la dolcezza di Pelle, il sarcasmo di Questo pazzo pazzo mondo di tasse. Probabilmente Rapace e Punto G sono due canzoni simbolo per l'album, visto che al loro interno si fondono diversi generi musicali.
Nel 2013 il disco ha vinto il referendum indetto tra una giuria di giornalisti dal Meeting delle etichette indipendenti come miglior album indipendente degli ultimi 20 anni. Ha vinto anche un sondaggio di preferenza tra il pubblico del sito rockit.it sugli album italiani degli ultimi 15 anni.

## FestivalHai paura del buio?
Nel luglio 2013 Hai paura del buio? dà il nome ad un nuovo progetto: un festival culturale itinerante promosso dagli Afterhours a cui prendono parte non solo altri musicisti (tra cui Marta sui Tubi,  Il Teatro degli Orrori, i Ministri, Daniele Silvestri e Verdena), ma anche attori di cinema e teatro (Antonio Rezza con Flavia Mastrella, Michele Riondino), scrittori (Chiara Gamberale, Paolo Giordano), disegnatori e ballerini.

## Hai paura del buio?Reloaded and Remastered
L'11 marzo 2014 è stata pubblicata per Universal Music un'edizione speciale di Hai paura del buio?, contenente la versione rimasterizzata dell'album originale (Remastered) ed un nuovo CD che vede coinvolti diversi artisti di spicco della musica italiana ed internazionale, che hanno collaborato con gli Afterhours per reinterpretare tutti i brani che compongono l'album e proporre al pubblico una versione nuova e particolare (Reloaded). Alla realizzazione di questo lavoro partecipano tra gli altri Marta sui tubi, Il Teatro degli Orrori, Piero Pelù, Eugenio Finardi, Samuel Romano (Subsonica), John Parish, Mark Lanegan, Damo Suzuki, Rachele Bastreghi (Baustelle), Bachi da pietra, Piers Faccini, Nic Cester, Joan as Policewoman e altri.
Il disco viene anticipato dal singolo Voglio una pelle splendida (feat. Samuel Romano) e viene reso disponibile in tre formati: doppio CD, digitale (con l'inserimento del brano Voglio una pelle splendida feat. Daniele Silvestri) e boxset edizione deluxe in tiratura limitata (1000 copie) composto da due doppi vinili e doppio CD
Il disco è entrato direttamente al secondo posto degli album più venduti in Italia (classifica FIMI).

## Hai paura del buio?Il film
Il 26 novembre 2014 è stato pubblicato con Feltrinelli Real Cinema il DVD dedicato al tour Hai paura del buio? Remastered, realizzato da Giorgio Testi. Uscito in versione cofanetto DVD + booklet fotografico a cura di Andrea Samonà, viene registrato all'Alcatraz di Milano il 26 marzo 2014 e presenta l'album nella sua interezza seguendo la scaletta originale.

## Tracce

### Versione originale (1997) e CD 1 Edizione speciale (2014)
Tutti i brani sono composti da Manuel Agnelli eccetto dove diversamente indicato.
1. Hai paura del buio? - 0:34 (Iriondo, Agnelli)
2. 1.9.9.6. - 3:41
3. Male di miele - 2:43
4. Rapace - 5:36 (Agnelli, Iriondo, Prette)
5. Elymania - 3:37
6. Pelle - 5:10
7. Dea - 1:40 (Iriondo, Agnelli, Prette)
8. Senza finestra - 2:46 (Agnelli, Iriondo)
9. Simbiosi - 4:13
10. Voglio una pelle splendida - 3:41 (Agnelli, Iriondo, Prette)
11. Terrorswing - 2:49 (Agnelli, Iriondo, Prette, Ciffo)
12. Lasciami leccare l'adrenalina - 1:18 (Agnelli, Gismondi)
13. Punto G - 5:44 (Agnelli, Prette, Iriondo)
14. Veleno - 3:45 (Iriondo, Agnelli, Prette)
15. Come vorrei - 3:06
16. Questo pazzo pazzo mondo di tasse - 2:59 (Agnelli/Ciffo/Iriondo/Prette)
17. Musicista contabile - 5:30 (Agnelli, Iriondo, Prette, Ciffo)
18. Sui giovani d'oggi ci scatarro su - 2:57 (Agnelli/Iriondo/Prette)
19. Mi trovo nuovo - 3:39

## Singoli/Videoclip
- 1997 - Voglio una pelle splendida (promo e videoclip)
- 1998 - Male di miele (singolo e videoclip)
- 1998 - Sui giovani d'oggi ci scatarro su (singolo e videoclip)

### CD 2 Edizione speciale (2014)
1. Hai paura del buio? - feat. Damo Suzuki
2. 1.9.9.6. - feat. Edoardo Bennato
3. Male di miele - feat. The Afghan Whigs
4. Rapace - feat. Negramaro
5. Elymania - feat. Luminal
6. Pelle - feat. Mark Lanegan
7. Dea - feat. Il Teatro degli Orrori
8. Senza finestra - feat. Joan as Policewoman
9. Simbiosi - feat. Der Maurer & Le luci della centrale elettrica
10. Voglio una pelle splendida - feat. Samuel Romano dei Subsonica
11. Terrorswing - feat. John Parish
12. Lasciami leccare l'adrenalina - feat. Eugenio Finardi
13. Punto G - feat. Bachi da pietra
14. Veleno - feat. Nic Cester
15. Come vorrei - feat. Piers Faccini
16. Questo pazzo pazzo mondo di tasse - feat. Fuzz Orchestra & Vincenzo Vasi
17. Musicista contabile - feat. Marta sui tubi
18. Sui giovani d'oggi ci scatarro su - feat. Ministri
19. Mi trovo nuovo - feat. Rachele Bastreghi dei Baustelle
20. Televisione (2014) - feat. Cristina Donà & The Friendly Ghost of Robert Wyatt
21. Male di miele (special track) - feat. Piero Pelù

- Bonus track iTunes: Voglio una pelle splendida - feat. Daniele Silvestri

## Formazione
Gruppo
- Manuel Agnelli – voce, chitarra elettrica, chitarra acustica, slide guitar, percussioni, cd player, nastri, organo Hammond, pianoforte, bontempi
- Xabier Iriondo – chitarra elettrica, rumori, microsynth, delay machine, chitarra tremolante, 501 space echo, electric mistress, enomalakito, bontempi
- Giorgio Prette – batteria, voci dalla paura in Hai paura del buio?

Altri musicisti
- Alessandro Zerilli – basso
- Dario Ciffo – violino
- Francesco "Fresco" Cellini – violoncello

Nota: Le informazioni su musicisti e autori dei brani provengono dal libretto che accompagna il CD. Nelle note di copertina non vengono accreditati i musicisti che suonano basso e archi.
Crediti
- Valerio Soave - produzione
- Lucio Serra - produzione esecutiva
- Paolo Mauri, Fabio Magistrali – registrazione e missaggio
- Xabier Iriondo – produzione, missaggio e registrazione in Hai paura del buio? (registrata alla Taverna Lacustre) e Senza finestra registrata nella cameretta di Manuel Agnelli.
- M.Raspante, C.Malfatti, F.Magistrali – preproduzione
- Corrado Quadu, Vito Ventura, Guido Guerrini, Fabio Intraina, Fabrizio e Gianluca Da Mokkes, Diego Ceska – assistenza tecnica
- P.Libson – masterizzazione
- Giasco Bertoli – fotografia
- Vitamina – grafica
- Luisa Cavalleris – segretaria di produzione
- Manuela Longhi – ufficio stampa
- Essequattro MusicItalia – edizioni musicali

Formazione riedizione 2014
Tra parentesi il numero relativo alla traccia a cui l'artista partecipa
Gruppo
- Manuel Agnelli - voce (2-4, 6, 8, 10, 13-15, 17, 19), chitarra acustica (2, 3, 8, 20), chitarra elettrica (4, 7, 14), pianoforte (1, 6), cori (5-8, 10, 12-16, 18, 19), urla (7, 18), drum machine (8), respiri ritmici (11)
- Xabier Iriondo - chitarra elettrica (1, 4, 6, 7, 13, 14)
- Giorgio Ciccarelli - chitarra elettrica (2, 4, 10, 14, 20), e-bow (20)
- Roberto Dell'Era - basso (1, 2, 4, 6, 10, 14, 20), cori (6, 10, 17), paesaggio sonoro (9)
- Rodrigo D'Erasmo - violini (1, 4-7, 10, 11, 13-17, 20), tamburello basco (2), cori (13, 17), paesaggio sonoro (9)
- Giorgio Prette - batteria (2, 4, 6, 10, 14, 20), marimba (20), paesaggio sonoro (9)

Altri musicisti
- (1) Damo Suzuki - voce; Cristiano Calcagnile - batteria
- (2) Edoardo Bennato - voce, armonica a bocca; Giuseppe Scarpato - chitarra
- (3) Greg Dulli - voce, pianoforte, timpani, sintetizzatore, percussioni
- (4) Negramaro: Giuliano Sangiorgi - voce, cori; Andrea Mariano - pianoforte
- (5) Luminal: Carlo Martinelli - voce; Alessandra Perna - voce, basso; Alessandro Comisso - batteria
- (6) Mark Lanegan - voce
- (7) Il Teatro degli Orrori: Pierpaolo Capovilla - voce; Giulio Ragno Favero - basso, voce; Gionata Mirai - chitarra elettrica; Francesco Valente - batteria; Marcello Batelli - chitarra elettrica; Kolë Laca - synth
- (8) Joan Wasser: voce, cori, pianoforte, violino, vibrafono
- (9) Der Maurer - pianoforte, basso, cori, corno, trombone, pianoforte, paesaggio sonoro; Le luci della centrale elettrica - voce; Fabio Fontana - corno; Luciano Macchia - trombone
- (10) Samuel Romano - voce
- (11) John Parish - tutti gli strumenti eccetto violino
- (12) Eugenio Finardi - voce; Giovanni Maggiore - chitarra, programmazione; Paolo Gambino - pianoforte; Federica Finardi Goldberg - violoncello; Claudio Arfinengo - percussioni
- (13) Bachi da pietra: Bruno Dorella - batteria, cori; Giovanni Succi - voce, chitarra elettrica, cori
- (14) Nic Cester - voce, cori
- (15) Piers Faccini: voce, cori, chitarra acustica, dulcimer, pianoforte, harmonium
- (16) Fuzz Orchestra: Luca Ciffo - chitarra; Fabio Ferrario - programmazione; Paolo Mongardi - batteria; con Vincenzo Vasi - theremin, cori
- (17) Marta sui Tubi: Giovanni Gulino - voce; Ivan Paolini - batteria; Carmelo Pipitone - chitarra, voce; Paolo Pischedda - pianoforte; Mattia Boschi - basso
- (18) Ministri: Davide Autelitano - voce, basso; Federico Dragogna - chitarra, cori; Michele Esposito - batteria
- (19) Rachele Bastreghi: voce, cori, pianoforte, organo Hammond, programmazione, chitarra, rumori, sintetizzatore
- (20) Cristina Donà - voce, cori; Robert Wyatt - suggestioni vocali, ritmiche e melodiche, fantasmi strumentali, ispirazione
- (21) Piero Pelù - voce

## Classifiche
| Classifica (2014) | Posizione massima |
| ----------------- | ----------------- |
| Italia            | 2                 |